# Смітсонівська угода
Смі́тсонівська уго́да, оголошена в грудні 1971 року, створила новий доларовий стандарт, згідно з яким валюти низки промислово розвинених держав були прив'язані до долара США. Цим валютам було дозволено коливатися на 2,25 % відносно долара. Смітсонівська угода була створена, коли країни Групи десяти (G-10) (Бельгія, Канада, Франція, Німеччина, Італія, Японія, Нідерланди, Швеція, Велика Британія та Сполучені Штати) підвищили ціну на золото до 38 доларів, що на 8,5 % більше, ніж попередня ціна, за якою уряд США обіцяв викуповувати долари на золото. Фактично зміна ціни на золото знецінила долар на 7,9 %.

## Передумови
Бреттон-Вудська конференція 1944 року встановила міжнародну систему фіксованих валютних курсів, засновану на золотому стандарті, в якій валюти були прив'язані до долара США, який сам конвертувався в золото за ціною $35 за унцію.
Погіршення торговельного балансу, зростання державного боргу, спричиненого війною у В'єтнамі та програмами «Велике суспільство», а також монетарна інфляція, що здійснювалася Федеральною резервною системою, призвели до дедалі більшого переоцінювання долара в 1960-х роках. Вичерпання золотих резервів США досягло кульмінації з крахом Лондонського золотого пулу в березні 1968 року.
15 серпня 1971 року президент США Річард Ніксон в односторонньому порядку призупинив конвертованість американських доларів у золото. Сполучені Штати свідомо запропонували цю конвертованість у 1944 році; вона була реалізована на практиці американським казначейством. Призупинення конвертованості зробило долар фактично фіатною валютою.
Згодом адміністрація Ніксона розпочала переговори з індустріально розвиненими союзниками щодо перегляду обмінних курсів після такого розвитку подій.
На зустрічі в грудні 1971 року в Смітсонівському інституті у Вашингтоні, округ Колумбія, Група десяти підписала Смітсонівську угоду. США зобов'язалися встановити курс долара на рівні 38 доларів за унцію (замість 35 доларів за унцію; іншими словами: курс долара США втратив 7,9 %) з торговим коридором 2,25 %, а інші країни погодилися ревальвувати свої валюти відносно долара: єна +16,9 %, німецька марка +13,6 %, французький франк +8,6 %, британський фунт — так само, італійська ліра +7,5 %. Група також планувала збалансувати світову фінансову систему, використовуючи виключно спеціальні права запозичення.

## Розвиток
Хоча Смітсонівська угода віталася президентом Ніксоном як фундаментальна реорганізація міжнародних валютних відносин, вона не сприяла підвищенню дисципліни з боку Федеральної резервної системи або уряду США. Ціна долара на беззолотому ринку продовжувала чинити тиск на його офіційний курс; і невдовзі після оголошення про 10 % девальвацію 14 лютого 1973 року Японія та країни ОЕСР вирішили відпустити свої валюти у вільне плавання. Десять років по тому всі індустріальні держави зробили те саме.

## Подальше читання
- Otmar Emminger: Das Smithsonian Agreement — eine international abgestimmte Korrektur der Währungsparitäten. A chapter in: D-Mark, Dollar, Währungskrisen. Erinnerungen eines ehemaligen Bundesbankpräsidenten. DVA 1986, ISBN 3-421-06333-8 (Emminger's autobiography, p. 195 ff.)